# Orgeo
Orgeo (prononcé [ɔʀʒo], en wallon Oûrdjô) est une section de la ville belge de Bertrix, située en Région wallonne dans la province de Luxembourg.
C'était une commune à part entière avant la fusion des communes de 1977.

## Toponymie
Le plus ancien signalement du village date de 879 et prenait l'orthographe Orjo.
De nombreuses variantes du nom Orgeo existent, ont existé ou se rencontrent dans la littérature et les archives : Orgo, Orjo, Oriol, Orjol, Orgou, Ourjout, Orjault, Urio (qui est encore le nom porté par la place où se trouve l'église) et Vrio.
L'étymologie exacte reste inconnue.

## Géographie
Le seuil de la porte de l'église d'Orgeo se trouve à 383,64 m d'altitude.

### Hydrologie
Orgeo est traversé par la Vierre, d'ailleurs exploitée au moins entre 1830 et 1850 par quatre moulins actionnés par l'eau - et bien visibles sur les cartes de Vandermaelen (1850) et la Carte du dépôt de la guerre (1865-1880).
La Vierre se confond peut-être avec l'Orgeo ou Sanpont qui, en 1845, prenait « sa source dans les bois de Luchy, au nord-est de Bertrix, arrose Orgeo et va se réunir au ruisseau de Grandvoir au-dessous de Saint-Médard ».
En 1851, on signalait également l'Aigle, qui prenait sa source au sud-ouest d'Orgeo et se joignait au ruisseau de Muno, affluent de la Semois.
Le Rossart est un affluent de la Vierre qui prend sa source un peu au nord de Rossart.
La région est arrosée de nombreux ruisseaux.

### Géographie humaine
En 1525, Orgeo et Gribomont appartiennent à Herbeumont et comptent 8 ménages.

#### 1821
| Hameau     | Habitants |
| ---------- | --------- |
| Biourge    | 122       |
| Névraumont | 139       |
| Orgeo      | 348       |
| Ferrues    | 7         |
| Saupont    | 28        |
| Rossart    | 229       |

#### 1838
934 habitants, 173 maisons particulières, une église et une chapelle, trois moulins à farine et un à tan, mûs par l'eau.
On y récolte du seigle, de l'avoine, des pommes de terre et du foin.
72 chevaux, 53 poulains, 590 bêtes à cornes, 317 veaux et 240 porcs.

#### 1840
| Hameau     | Habitants |
| ---------- | --------- |
| Biourge    | 132       |
| Névraumont | 144       |
| Orgeo      | 403       |
| Ferrues    | 25        |
| Saupont    | 31        |
| Rossart    | 288       |

#### 1846
| Hameau     | Maisons habitées | Familles | Hommes | Femmes | Total (hommes + femmes) |
| ---------- | ---------------- | -------- | ------ | ------ | ----------------------- |
| Orgeo      | 91               | 96       | 241    | 217    | 458                     |
| Biourge    | 29               | 32       | 70     | 78     | 148                     |
| Ferrues    | 3                | 3        | 10     | 12     | 22                      |
| Névraumont | 34               | 35       | 76     | 73     | 149                     |
| Rossart    | 63               | 66       | 141    | 130    | 294                     |
| Saupont    | 7                | 7        | 13     | 1      | 21                      |

#### 1851
Charles Meerts signale 1082 habitants, 3 moulins à farine et un à tan, mûs par l'eau.
La carte de Vandermaelen, de la même époque, montre trois moulins à eau.
- le moulin dit de Rossart, au nord de Rossart, visible, mais en ruines[10] ;
- un moulin proche de l'actuel carrefour entre la rue de Minimpré et la route du bois du Gros (abattu vers 1950) ;
- le moulin dit du Loup Ferüe à la pointe sud du bois de Saupont. L'Atlas des chemins vicinaux le nomme simplement Moulin du loup ; de Ferüe dérive le toponyme Les Ferrues.

Ils ne sont pas mentionnés sur la carte de Ferraris, mais sont encore présents tels quels sur la Carte du dépôt de la guerre (1865-1880).

#### 1893
| Hameau          | Habitants | Maisons | Feux | Granges | Écuries |
| --------------- | --------- | ------- | ---- | ------- | ------- |
| Biourge         | 162       | 40      | 35   | 23      | 39      |
| Névraumont      | 223       | 46      | 45   | 21      | 39      |
| Orgeo           | 527       | 118     | 120  | 80      | 112     |
| Saupont         | 30        | 9       | 8    | 5       | 10      |
| Rossart         | 300       | 75      | 70   | 47      | 59      |
| Welréchaux      | 1         | 1       | 1    | 0       | 0       |
| Ferrues         | 11        | 3       | 3    | 0       | 3       |
| Bois du Saupont | 11        | 2       | 2    | 1       | 2       |
| Voiries         | 6         | 2       | 2    | 1       | 2       |
| Les Barrières   | 6         | 1       | 1    | 0       | 1       |
| Lamaye          | 12        | 1       | 1    | 1       | 2       |
| Outrouge        | 9         | 2       | 2    | 0       | 0       |

### Démographie
- Source: INS recensements population

### Cartographie
Sélection de cartes anciennes qui font explicitement apparaitre le nom d'Orgeo - parfois déformé.
- Le duché de Luxembourg divisé en quartier Wallon, et allemand dans chacun desquels sont diviséz les seigneuries, prevostés et comtés, le duché de Bouillon, le comté de Namur et le pays entre Sambre et Meuse, Paris, 1690, lire en ligne sur Gallica.
- Carte de Ferraris, 1770-1778.
- Auguste Dethien, Chemin de fer de Libramont à la frontière dans la direction de Sedan : Partie comprise entre la station de Bertrix de la ligne d'Athus à la Meuse et cette frontière, 1879, lire en ligne sur Gallica et ses deux annexes : Profil longitudinal, lire en ligne sur Gallica et Annexe à la note descriptive, lire en ligne sur Gallica

Voir aussi le portail géographique de la Région wallonne, en ligne.

### Composition et territoire
Le territoire du cœur d'Orgeo est, au moins depuis le XVIIIe siècle, un rectangle formé par les actuelles rue de l'A de l'A (sic), rue Haute, rue du Briga, rue du Bout-d'en-bas (prolongée par la rue sous-l'église), et dont l'église d'Orgeo occupe l'angle nord-est, place d'Urio.
En outre, les recueils de géographie publiés au XIXe siècle signalent les villages, hameaux, écarts, lieux-dits ou dépendances suivantes : Biourge, Nevraumont, Rossart, les Ferrues, et Saupont.
En 1889, Tindel signale également les hameaux de Welréchaux, Bois du Saupont (distinct de Saupont), Voiries, les Barrières, Lamaye et Outrouge.
Jean-Jacques Jespers évoque encore Waillimont, Biolette, Bosémont, Fond de Lavau, Fontenelle, Willechauve, Haute Flèche, Huilerie, Jausset, Justice, Larfai, Maison Alexandre, Miaumont, Pré Grand Mère, sous la Rochette et sur la Chapelle - qui sont plutôt des lieux-dits.
En 1977, la fusion des communes intègre Orgeo à Bertrix, avec les villages de Biourge, Nevraumont, Rossart et Saupont. Waillimont est rattaché à Herbeumont.

## Histoire

### Comté de Chiny (IXesiècle)
Le plus ancien signalement d'Orgeo date de 879 ; Orjo relevait alors du comté de Chiny.
En 888, le roi Arnulf confirmait au couvent sainte-Marie d'Aix-La-Chapelle ses proprietés à "Urio" (MGH DArn no. 031[Quoi ?]).
Gilles de Walcourt est cité comme sire d'Orjo ou d'Ourejoult dans un acte de 1270.
Orgeo  relevait de la loi de Beaumont depuis  1270.
Jacques de Walcourt, fils de Gilles est l'auteur de la famille d'Orjo. Une empreinte de 1294 du sceau de Jean de Rochefort, fils de Jacques, est conservée aux Archives générales du Royaume de Belgique.
En 1364, Arnoul de Rumigny vend le comté de Chiny à Venceslas Ier, duc de Luxembourg ; il en suivra désormais les dévolutions.

### Pays-Bas bourguignons(1441)
Après la disparition de la famille de Rochefort, l’empereur Maximilien attribua Orgeo à Louis de la Marck en 1494.

### Pays-Bas autrichiens(1718)
Le 27 janvier 1786, les frères Simon, reconnus coupables de vol avec effraction furent exécutés à Névraumont. Ce sont les derniers suppliciés connus à Orgeo.

### France, département des Forêts (1795-1815)
Le décret de la Convention du 9 vendémiaire an IV réunit les Pays-Bas autrichiens, la principauté de Liège, la principauté abbatiale de Stavelot-Malmedy et le duché de Bouillon à la France.
Il prévoit la division de cet ensemble territorial en neuf départements ; parmi ceux-ci, Orgeo relèvera du département des Forêts. Le 15 ventôse an X (6 mars 1802), le département des Forêts fut divisé en vingt-huit cantons, dont celui de Neuchâteau comprenant entre autres la commune d'Orgeo.

### Belgique(depuis 1831)
En 1877, l'ouverture de la ligne de chemin de fer 165 amène les trains à Orgeo.

### Première guerre mondiale
En 1914, la ligne de train 163A est mise en service et passe également à Orgeo.

### Après-guerre
La ligne de train 163A est fermée aux voyageurs en 1959 ; le transport de marchandise se poursuivra jusqu'en 1969. La ligne a été déferrée en 1972.
Dans la nuit du 22 au 23 août 1976, un incendie ravage l'église d'Orgeo. Elle sera rénovée à l'identique à partir de 1981.
Le point d'arrêt ferroviaire d'Orgeo est fermé en 1984.

## Héraldique
|  | La famille d’Orjo de Marchovelette, branche des seigneurs d’Orjo, possédait ses propres armoiries. Blasonnement : D’or à l’aigle de gueules, membrée et becquée d’azur, chargé sur la poitrine d’un croissant d’argent. Source du blasonnement : Jean-Claude Loutsch, Armorial du pays de Luxembourg, Luxembourg, Publications nationales du Ministère des Arts et des Sciences, 1974, p. 627. |

## Patrimoine et culture

### Patrimoine architectural et sites
- L’église saints-Pierre-et-Paul a été fondée en 1662, profondément rénovée au XVIIIe siècle et restaurée dans les années 1980[21].
- On signalait encore en 1851 les ruines d'un château antique[22].